# Pelynt
Pelynt est une paroisse civile et un village des Cornouailles, en Angleterre.

## Histoire

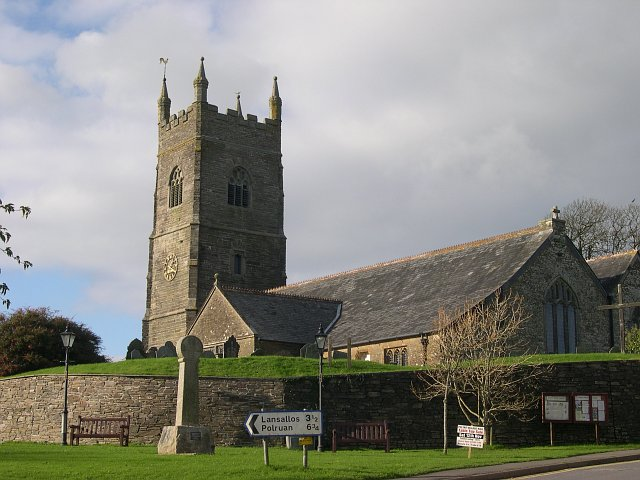
L'église de Pelynt

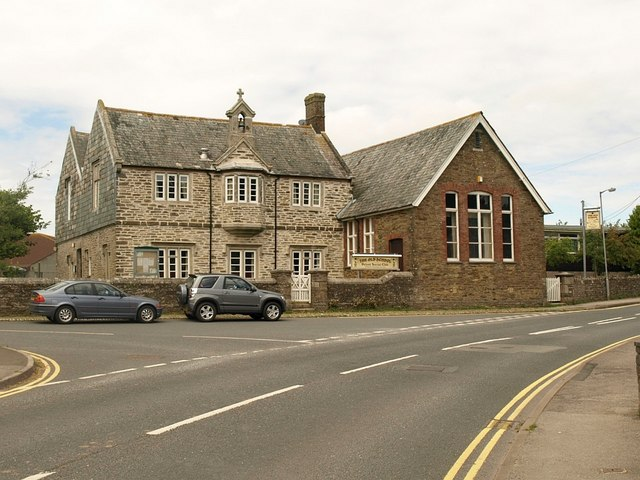
L'ancienne école de Pelynt

Le nom Pelynt dérive du cornique pluw (paroisse) et du nom de la Sainte Nonne, la mère de Saint David de Ménevie.
Le manoir de Pelynt est mentionné dans le Domesday Book (1086) ; il appartenait à Algar, fils de Robert, comte de Mortain. Selon cette source, le terrain s'étendait sur une demi hide et avait assez de terre pour 8 charrues ; son patrimoine comportait alors trois charrues et demie, six serfs, quatre vilains, douze petits exploitants, trente acres de bois, quarante acres de pâturage, deux bovins, quatorze porcs et trente-sept moutons. La valeur du manoir était alors de 1 £ sterling, bien qu'il ait précédemment valu 2 £ 10 shillings.
L'église paroissiale est dédiée à Sainte Nonne et construite dans le style gothique perpendiculaire. Vers 1680, une des arcades a été remodelée dans le style dorique toscan. La tour, antérieure au reste de l'église, date du XIVe siècle. Il existe un certain nombre de monuments commémoratifs intéressants, notamment celui de l'évêque Jonathan Trelawny, dont la crosse épiscopale est conservée dans l'église. D'autres membres notables de la famille Trelawny, résidant localement, sont également commémorés. En 1882, le mur sud, l'allée de Trelawny, le porche et la sacristie ont été restaurés pour 1 350 £ et l'église a été rouverte le 12 octobre 1882.
Le village possède une école, fondée en 1882, et une auberge du XVIe siècle nommée The Jubilee (Le Jubilé). La première mention d'un bureau de poste à Pelynt remonte à mai 1852, lorsqu'un type de cachet postal a été émis. Des détails sur certaines des personnes qui ont dirigé le bureau de poste, notamment William Churchill (1856), Harriet Andrews (1910) et Samuel Harvey (à partir de 1929) ont été publiés dans un livre en 1988.